# Dicranum caesium
Dicranum caesium är en bladmossart som beskrevs av Mitten 1891. Dicranum caesium ingår i släktet kvastmossor, och familjen Dicranaceae. Inga underarter finns listade i Catalogue of Life.